# 大钦岛
大钦岛，位于中华人民共和国华东地区山东半岛以北的渤海海峡中部海域，是庙岛群岛（长山列岛）北部岛群中的一座岛屿。大钦岛原属山东省长岛县管辖，2020年长岛县与蓬莱市合并成立了烟台市蓬莱区，现大钦岛属于烟台市蓬莱区管辖，是大钦岛乡政府所在地。

## 地理
大钦岛北隔大钦水道与小钦岛相邻，南隔北砣矶水道与砣矶岛相望。大钦岛长约4.9千米，宽约2千米。面积6.4475平方千米，海岸线长约15.29千米。最高点位于岛西南部的大南山，海拔202.4米。